# Miles Morales
Miles Morales é um personagem presente nos quadrinhos da Marvel Comics, que apareceu pela primeira vez em Ultimate Fallout #4 (Agosto de 2011). Um adolescente negro com ascendência hispânica, Miles é o segundo Homem-Aranha a aparecer em Ultimate Marvel, e com uma continuação no Universo Marvel principal. Embora Morales seja destaque na série Ultimate Comics: Spider-Man, ele não é o personagem principal na série de TV animada Ultimate Spider-Man, que estreou em abril de 2012 no Disney XD, porém mais tarde, em 2016, ele foi adicionado ao elenco principal.  O personagem aparece também no filme Spider-Man: Into the Spider-Verse, de 2018, que ganhou o Oscar de melhor filme de animação.
Após Marvel encerrar a linha no final de 2015, Miles se tornou um personagem do Universo Marvel tradicional, começando com histórias sobre a marca All-New, All-Different Marvel publicada nesse mesmo ano.
Recepção ao personagem foi variada, com alguns, incluindo o criador do Homem-Aranha, Stan Lee, aprovando a criação do personagem, enquanto outros não gostaram da substituição de Peter Parker, chamando de um golpe de publicidade motivado pelo politicamente correto, algo negado. Alexandra Petri do The Washington Post afirmou que o personagem deve ser julgado pela qualidade de suas histórias, que têm recebido críticas positivas.
O personagem possui poderes semelhantes aos do Homem-Aranha original, que foram obtidos a partir da picada de uma aranha geneticamente modificada pelo inimigo do Homem-Aranha, Norman Osborn, na tentativa de duplicar essas habilidades.

## História de publicação
O conceito de um Homem-Aranha negro foi discutido pela primeira vez alguns meses antes da eleição de novembro de 2008 de Barack Obama como presidente dos Estados Unidos. O então editor-chefe da Marvel Comics, Axel Alonso, descreve o catalisador: "Quando estávamos planejando o Ultimatum, percebemos que estávamos à beira da eleição do primeiro presidente afro-americano e reconhecemos que talvez fosse tempo para dar uma boa olhada em um dos nossos ícones.",  "Este novo Homem-Aranha substituirá Parker como Homem-Aranha apenas em Ultimate Marvel, uma marca cujo enredo se passa em um universo separado do universo principal da Marvel, em que os personagens da Marvel foram reinventados para uma audiência do século 21. A substituição do Ultimate Peter Parker foi considerada como uma parte possível do arco da história " Ultimatum " de 2008-09 que reestruturou muito do universo Ultimate Marvel, mas esses primeiros pensamentos foram abandonados porque a história para esse personagem ainda não havia sido desenvolvida. Quando a equipe editorial da Marvel decidiu que o Peter Parker do universo Ultimate seria morto na história de 2011 " A Morte do Homem-Aranha ", o personagem Miles Morales foi criado. Embora Morales seja o primeiro Homem-Aranha negro, ele marca a segunda vez que um personagem latino assumiu a identidade do Homem-Aranha. Miguel O'Hara, que é descendente de meio-mexicano, foi o personagem-título da série de 1990 Spider-Man 2099.

## Biografia Ficcional
Primeira Aparição
Miles Morales apareceu pela primeira vez em Ultimate Comics: Fallout # 4, que foi publicado em agosto de 2011, no qual ele frustra um assassinato por Kangaroo, pouco tempo depois da morte de Peter Parker. Ele usa um traje do Homem-Aranha parecido com o de Parker, mas considera mudar quando os espectadores dizem que ele é de "mau gosto".
Ultimate Comics: Homem-Aranha
O arco da história de abertura de Ultimate Comics: Spider-Man, que estreou em setembro de 2011, é definido antes do Ultimate Fallout # 4, e estabelece o caráter de Miles Morales, um aluno de segundo grau que vive com sua mãe Rio Morales, uma enfermeira, e seu pai, Jefferson Davis , e detalha como ele recebeu suas habilidades sobre-humanas. Depois Oscorp cientista Dr. Conrad Markus um usa o sangue de Parker para recriar a fórmula que criou o Homem-Aranha, o Prowler (Aaron Davis  rouba a fórmula, e no processo, uma das aranhas criadas por Markus rasteja na mochila do Prowler. Dias depois, o sobrinho do Prowler, Miles Morales, é picado pela aranha durante uma visita ao apartamento de Aaron. Morales desenvolve habilidades sobre-humanas semelhantes às de Peter Parker, mas não diz a seus pais, devido à desconfiança de seus super-heróis, confiando apenas em seu melhor amigo, Ganke Lee. 
Miles, que só quer uma vida normal, está infeliz em ter essas habilidades e, inicialmente, ficou nauseado com a ideia de arriscar sua vida para se envolver em super-heróicos, uma reação que Bendis escreveu para contrastar Miles com Parker. No entanto, depois de testemunhar a morte do Homem-Aranha nas mãos do Duende Verde, Miles, culpado, percebe que poderia ter ajudado. Depois de Ganke sugerir que ele assuma o manto do Homem-Aranha, e descobre por Gwen Stacy o por que Parker fez o que ele fez, Miles se inspira a tentar sua sorte em brigas criminosas fantasiadas. Durante sua primeira investida em super-heróis fantasiados, ele é confrontado não apenas por aqueles que acham que seu uso do traje do Homem-Aranha é de mau gosto, mas também por Mulher-Aranha, um membro da equipe sobre-humana do governo, os Ultimates, sobre o uso da identidade do Homem-Aranha. 
A Mulher-Aranha desmascara e prende Miles e o leva para a sede da SHIELD, onde Nick Fury revela que sabe tudo sobre Miles e sua família, incluindo a atividade criminosa de seu tio. Depois que ele ajuda a SHIELD a subjugar o supervilão de escape Electro, a SHIELD libera Miles e dá a ele uma versão modificada em preto e vermelho da fantasia do Homem-Aranha, o que faz de Miles "oficialmente" o novo Homem-Aranha. Ele também recebe a bênção da Terra-616 Peter Parker durante a minissérie Spider-Men 2012, na qual Parker brevemente visita o universo Ultimate Marvel e conhece Miles. Depois que os jornais começam a relatar o surgimento de um novo Homem-Aranha, Aaron deduz que é realmente Miles, e se oferece para treinar Miles e trabalhar com ele. Depois que Aaron usa Miles em seu conflito com o escorpião do crime mexicano Scorpion, Miles percebe que ele está sendo explorado e se recusa a ajudar seu tio ainda mais, apesar da ameaça de Aaron de informar o pai de Miles sobre seu segredo. Isso leva a uma altercação entre o tio e o sobrinho que resulta no mau funcionamento das armas de Aaron, que explodem, matando Aaron.
Em histórias subsequentes, Miles conhece os entes queridos de Peter Parker, May Parker, Gwen Stacy e Mary Jane Watson, que conhecem sua identidade secreta, e dão a ele os web shooters de Parker. Ele também encontra o Capitão América, que relutantemente concorda em treinar Miles.
Em um enredo de 2013, quando o jornalista investigativo Betty Brant conclui incorretamente que o pai de Miles, Jefferson, é o novo Homem-Aranha, ela é assassinada por Markus, que se tornou o mais novo hospedeiro para o simbionte Venom. No subsequente enredo "Guerra do Venom", Venom confronta Jefferson em sua casa, onde o Homem-Aranha repele a criatura. Jefferson é gravemente ferido e hospitalizado nesta batalha, e quando Venom o persegue no hospital, o Homem-Aranha novamente o confronta, durante o qual a mãe de Miles, Rio, também descobre que seu filho é o Homem-Aranha. No final da briga, Markus é morto por tiros policiais, assim como Rio, que diz a Miles para não revelar seu segredo ao pai antes de morrer. Miles deixa de ser o Homem-Aranha como resultado. Um ano depois, ele tem uma namorada chamada Kate Bishop e está planejando contar a ela sobre sua antiga vida como Homem-Aranha. Embora ele não tenha se envolvido em heroísmo em um ano, ele é pressionado a retornar a essa vida pela SHIELD. Ele relutantemente faz isso, depois de Ganke e Mulher-Aranha convencê-lo de que precisa haver um Homem-Aranha. Depois que ele e seus aliados expõem a atividade criminosa da Roxxon e do executivo Donald Roxxon, Miles agradece Ganke por seu apoio, e afirma com seriedade que ele é o Homem-Aranha.
Cataclismo
No enredo "Cataclismo", o convencional Marvel Galactus chega à Terra para consumi-lo por sua energia. Durante o curso desta história, Miles chega a acreditar que o mundo está chegando ao fim e revela sua vida dupla para seu pai, que acredita que ele é responsável pela morte de Aaron e Rio, e o renega. Miles também viaja para o universo da Marvel com Reed Richards para obter informações sobre como repelir Galactus.
Miles Morales: Homem-Aranha Ultimate
Durante o curso de sua segunda série solo, Miles Morales: Homem-Aranha Supremo, Miles encontra um Peter Parker muito vivo, que não consegue explicar seu reaparecimento, e que não pretende voltar à sua antiga vida. Juntos, os dois Homens-Aranha derrotam Norman Osborn, que também está revelado vivo, mas que é morto durante o desenrolar da história. Depois de testemunhar Miles corajosamente batalha contra Osborn, Peter reconhece Miles um digno sucessor, e decide se aposentar de super-heróicos para uma vida com sua família e Mary Jane.
O pai de Miles também reaparece e relata a seu filho que, quando jovem, ele e Aaron foram trabalhar para um criminoso chamado Turk, depois que Jefferson foi recrutado pela SHIELD como um espião para se infiltrar na organização do então. -começando o criminoso internacional Wilson Fisk . Jefferson fez isso por um tempo, mas depois que o Rei do Crime foi preso e condenado por seus crimes, e Jefferson ofereceu uma chance de ser um agente da SHIELD de pleno direito, ele recusou, não querendo nenhuma parte do mundo de seu irmão. Ele conheceu o Rio uma semana depois e se apaixonou por ela. Jefferson fugiu depois de saber que Miles era o Homem-Aranha porque trouxe de volta questões não resolvidas daquela época anterior e disse a Miles que ele não culpava Miles pela morte de sua mãe, e se arrepende de tê-lo abandonado. 
Quando Miles revela sua identidade secreta para sua namorada, Gaviã Arqueira, ela e seus pais são revelados como agentes adormecidos do grupo terrorista Hidra, que então sequestram Miles, seu pai e Ganke, como parte de um plano. envolvendo o Doutor Destino. Miles e os outros prisioneiros são libertados, no entanto, em parte com a ajuda do colega de quarto de Miles, juiz, Maria Hill e outros colegas sobre-humanos.
Fim do Ultimate marca e mesclar com a Marvel-616
Durante os eventos do enredo "Guerras Secretas" de 2015, tanto o universo Ultimate Marvel quanto o universo mainstream da Terra-616 foram destruídos. Miles consegue sobreviver à destruição, infiltrando um navio de fuga projetado pela Cabala. Após oito anos em estase, Miles desperta no planeta Battleworld, um novo planeta criado a partir dos restos das várias terras alternativas que foram destruídas. Miles se reencontra com Peter Parker, da Terra-616, e os outros 616 heróis sobreviventes, que batalham contra Doutor Destino, que usou poderes recém-adquiridos para nomear-se um Deus Imperador sobre o planeta. No final da história, o Homem Molecular, em gratidão pela compaixão anterior de Miles, ele providencia a restauração da Terra-616, com Miles e sua família entre seus habitantes, incluindo sua mãe, que foi restaurada para a vida no processo. Tio de Miles, Aaron Davis, também é revelado mais tarde para ter sido restaurado à vida, mantendo seu conhecimento da identidade dupla de Miles, e assume a identidade do vilão da Homem-Aranha. Tanto Miles quanto Peter compartilham o manto do Homem-Aranha no novo universo, embora Miles, agora com 16 anos, patrulha a cidade de Nova York, enquanto Peter Parker atua globalmente. Miles também é membro da mais recente equipe de Avengers, que estreia na série 2016 All-New, All-Different Avengers., e está sendo treinado por Peter Parker para atuar como herói residente em Nova York, enquanto o trabalho de Parker com a  Indústrias Parker permite que suas próprias atividades como o Homem-Aranha beneficiem a humanidade em escala global. 
Nesta nova continuidade, Miles e seus entes queridos inicialmente não têm lembranças de suas origens no universo Ultimate, embora Miles eventualmente descubra sua vida passada lá, incluindo detalhes como a "morte" do Rio. O pai de Miles, Jefferson, está ciente de sua vida dupla, mas sua mãe, Rio, não é, nem é SHIELD, embora o Rio eventualmente descubra a verdade. Durante o primeiro ano da série, o círculo de Miles de super-heróis que também conhecem sua dupla identidade também se expande para incluir Kamala Khan, a quarta Marvel, e o ex-X-Man Fabio Medina, também conhecido como Goldballs., que se torna um companheiro de quarto para ele e Ganke na escola. Este grupo de confidentes mais tarde inclui o adolescente super-herói Bombshell. Seu relacionamento com Katie Bishop aparentemente não ocorreu nesta continuidade, quando Miles começa a ver a colega de classe Barbara Rodriguez, a quem ele chama de sua "primeira namorada séria", que não tem consciência de sua vida dupla. Miles é uma figura central no enredo "Guerra Civil II" de 2016–2017 , no qual Ulysses Cain, um Inumano com poderes precognitivos, experimenta uma visão que é interpretada pela comunidade de super-heróis como significando que Miles mataria Steve Rogers, embora este cenário não venha a acontecer.Depois de "Guerra Civil II", Miles se junta a outros super-heróis adolescentes para formar uma nova encarnação dos Campeões, que estrelam em sua auto-intitulado série.

## Poderes e habilidades
Miles morales após ser picado pela Aranha radioativa do Norman Osborn ganha a mesma fisiologia de uma aranha como habilidades subindo pra um nível sobre-humana como força onde ele possa erguer até 10,7 toneladas além de agilidade e velocidade, o que ajuda muito além de aderência a superfícies e o sentido-aranha que o avisa do perigo antes de acontecer. Além disso há outras capacidades como a bio-eletrocinese que permite dar choque que varia muito da potência podendo atordoar ou ate mesmo incapacitar pessoas. Isso é efetivo ate mesmo no duende verde além do Venom. Ele também possui uma espécie de camuflagem que o permite ficar invisível incluindo deixar as suas roupas camufladas. Também possui os lançadores de teias.
Foi revelado que ele possui uma espécie de imortalidade devido ao efeito colateral da formula OZ. Antes do seu suposto acidente com a aranha, tinha uma inteligência extraordinária tirando notas máximas nas provas e trabalhos escolares, além de, ainda de tenra idade, desmontar a TV de seu pai.

## Outras mídias
Televisão
- Miles Morales aparece na série animada Ultimate Spider-Man, onde ele é inicialmente interpretado por Donald Glover no arco de história Web Warriors,[4] e por Ogie Banks, a partir do episódio "Miles from Home". O nome e a imagem de Miles Morales aparecem no episódio "I Am Spider-Man" em uma lista de suplentes para o papel de Homem-Aranha na peça escolar de Phil Coulson. Ele é a penúltima escolha, enquanto Peter Parker é a última escolha. Durante a New York Comic Con, foi apresentado o título de terceira temporada, Ultimate Spider-Man: Web-Warriors, e mostrando várias encarnações do Homem-Aranha, incluindo um que usava o traje de Miles Morales.[5] Web Warriors é o terceiro arco da terceira temporada em que Peter Parker viaja através de vários universos paralelos e encontra diversas versões do Homem-Aranha, incluindo Miles Morales.[4][6]  Mais tarde, foi anunciado que Miles retornaria para a quarta temporada do programa, Ultimate Spider-Man vs The Sinister 6, usando o pseudônimo Kid Arachnid.[7]
- Miles Morales aparece em Marvel's Spider-Man, lançada em 2017.[8]

Filmes
- O roteirista Brian Michael Bendis afirmou que é favorável a qualquer aparição de Morales nos filmes do Homem-Aranha,[9] assim como ator Andrew Garfield , que interpretou o Homem-Aranha em The Amazing Spider-Man.[10]   Os produtores Avi Arad e Matt Tolmach declararam em 2014 que não tinham a intenção de ter Miles ou qualquer outro substituto de Peter Parker nos filmes.[11][12]  No entanto, após Marvel intermediar um acordo com a Sony Pictures, que detém os direitos cinematográficos do herói, Kevin Feige declarou que, embora Miles Morales não apareça na Universo Cinematográfico Marvel um futuro próximo, ele ainda está interessado na oportunidade de explorar o personagem.[13] Mais tarde, Feige confirmou que Miles Morales existe no UCM, e que Spider-Man: Homecoming faz alusão a ele. Além disso, o tio do personagem, Aaron Davis também aparece no filme interpretado por Donald Glover.[14]
- Em 18 de janeiro de 2017, a Sony Pictures Animation anunciou que estava desenvolvendo um filme animado do Homem-Aranha intitulado de Spider-Man: Into the Spider-Verse que teria Miles Morales como personagem principal. O filme foi produzido por Phil Lord e Chris Miller, com Lord escrevendo o roteiro e co-dirigido por Peter Ramsey e Bob Persichetti.[15] Shameik Moore fez a voz de Miles, enquanto Liev Schreiber fez a voz do vilão.[16] O primeiro trailer do filme estreou na Comic Con Experience em São Paulo, Brasil, em 9 de dezembro de 2017, no mesmo dia em que foi lançado on-line.[17][18]  Ele gerou uma reação crítica positiva,[18][19][20] Matthew Dessem, da revista Slate, chamou a animação "chocantemente linda", e "absolutamente lindo, Miles à frente dos filmes de super-heróis em live-action", embora ele tenha ficado menos impressionado com a renderização do rosto descoberto de Miles.[21] O filme teve tanto sucesso de bilheteria[22] e ampla aclamação da crítica,[23][24][25] incluindo numerosos prêmios e nomeações.[26][27]

Videogames
- O traje de Miles Morales está disponível como uma roupa alternativa para o Homem-Aranha (Peter Parker) em Spider-Man: Edge of Time.[28]
- Miles Morales aparece como um personagem jogável em Marvel Super Hero Squad online, com a voz de Alimi Ballard.[29]
- O traje de Miles Morales aparece no jogo  baseado no The Amazing Spider-Man 2, com a biografia do jogo afirmando que o traje foi inspirado por uma série de quadrinhos onde Miles Morales é o Homem Aranha.
- Miles Morales é um personagem jogável em  Spider-Man Unlimited, Marvel: Avengers Alliance, Marvel Puzzle Quest, Marvel Future Fight, and Marvel: Contest of Champions.
- Miles Morales é um personagem jogável em Marvel Torneio dos Campeões MTC.
- Miles Morales é um personagem jogável no pacote DLC do Homem-Aranha em Lego Marvel Avengers.
- Miles Morales é um personagem jogável em Lego Marvel Super Heroes 2
- Em dezembro de 2015 Miles Morales foi adicionado como um personagem jogável em Marvel Puzzle Quest.[30]
- Miles Morales é um personagem jogável em Spider-Man para PlayStation 4.[31]
- Miles Morales é o protagonista em Spider-Man: Miles Morales para PlayStation 5 e PlayStation 4.
- Miles Morales é um personagem jogável em Marvel's Spider-Man 2 para PlayStation 5.

Literatura
- Miles é o tema do romance Miles Morales: Spider-Man de Jason Reynolds.[32]